# هلن هانت جکسون
هلن هانت جکسون (انگلیسی: Helen Hunt Jackson؛ ‏ ۱۵ اکتبر ۱۸۳۰ – ۱۲ اوت ۱۸۸۵) شاعر، نویسنده اهل ایالات متحده آمریکا بود.

## زندگینامه
وی به سال ۱۸۳۰ در ماساچوست زاده شد و به سال ۱۸۸۵ در سن ۵۴ سالگی درگذشت.

## گزیده آثار
- در کوه های سفید
- قرن بی‌شرافتی (۱۸۸۱)
- رامونا (۱۸۸۴)
- انتخاب مرسی فیلبریک (۱۸۷۶)